# Юлия Корнелия Паула
Ю́лия Корне́лия Пау́ла (лат. Julia Cornelia Paula) — первая супруга римского императора Гелиогабала.
Род Паулы происходил из Сирии. Её отцом был претор и префект претория Юлий Корнелий Павел, однако его происхождение не известно. Паула получила хорошее образование. В 219 году Юлия Меса (старшая сестра римской императрицы Юлии Домны) устроила свадьбу Паулы со своим внуком, новым римским императором Гелиогабалом. Была отпразднована в Риме пышная свадьба, где Паула получила почётный титул Августы.
В начале 220 году Гелиогабал, после прибытия из Азии, развёлся с Паулой. В браке детей не было. После развода с Паулой император женился на весталке Юлии Аквиле Севере. Этот брак вызвал возмущение из-за принадлежности Северы к весталкам, которым было запрещено выходить замуж. После развода Гелиогабал лишил Паулу титула Августы. Более о ней ничего неизвестно.